# Csömödér
Csömödér község Zala vármegyében, a Lenti járásban, a Zalai-dombság területén, a Göcsejben.

## Fekvése
A Cserta és a Válicka patakok völgyében fekszik. A település központján a 7547-es út húzódik végig, de érinti a területét a Borsfa-Lenti (Mumor) közti 7537-es út is, egy rövid, az előbbi kettőt összekötő útszakasz pedig a 75 804-es útszámozást viseli.

## Története
A település és környéke ősidők óta lakott, az első településnyomok az újkőkorból valók, de a római korból való településnyomok is előkerültek.
Nevét 1324-ben említették először az oklevelek Chydemer alakban. Az 1548-ból ránk maradt források szerint Felső– és Alsózebeckén, Karácsonyszigeten és „Csemeder”-en 45 ház volt, ebből 27 Erdődy Péter királyi kapitányé.
A falu és környéke, Kanizsa 1600-as török általi elfoglalása után több felé is fizetett adót, a földesúrnak, a királynak és a töröknek is. 1719-ben a gróf Esterházy család mellett a település birtokosa volt a gr. Erdődy család is.
1770-ben a falut már 46, nagyrészt magyar nevű család lakta, ekkor 244 lakosa volt.
1778-ban pedig már 284 katolikus lakosa volt a falunak, 1832-ben pedig 283 lakosa.
Országos ismertségre akkor tett szert, amikor a közelében levő Southfork Ranchról elszökött egy szervál, és annak a holttestét Iklódbördőce mellett találta meg egy mozdonyvezető.

## Közélete

### Polgármesterei
- 1990–1994: Czigány Sándor (független)[4]
- 1994–1998: Hajnal Sándor (független)[5]
- 1998–2002: Becze József (független)[6]
- 2002–2006: Becze József (független)[7]
- 2006–2010: Győrfi Csaba Gábor (független)[8]
- 2010–2014: Becze József (független)[9]
- 2014–2019: Becze József (független)[10]
- 2019–2024: Tomposné Gyuricza Judit (független)[11]
- 2024– : Tomposné Gyuricza Judit (független)[1]

## Népesség
A település népességének változása:
| Lakosok száma | 636  | 639  | 633  | 602  | 592  | 543  | 567  |
|               | 2013 | 2014 | 2015 | 2021 | 2022 | 2023 | 2024 |

A 2011-es népszámlálás idején a nemzetiségi megoszlás a következő volt: magyar 89,5%, cigány 8,3%, német 0,47%. A lakosok 68,1%-a római katolikusnak, 1% reformátusnak, 0,77% evangélikusnak, 2,95% felekezeten kívülinek vallotta magát (26,6% nem nyilatkozott).
2022-ben a lakosság 90,5%-a vallotta magát magyarnak, 7,3% cigánynak, 1,2% németnek, 0,5% ukránnak, 0,2% horvátnak,szerbnek, lengyelnek, örménynek és szlovénnek, 0,5% egyéb, nem hazai nemzetiségűnek (9% nem nyilatkozott; a kettős identitások miatt a végösszeg nagyobb lehet 100%-nál). Vallásuk szerint 55,1% volt római katolikus, 1,2% református, 0,5% evangélikus, 0,3% görög katolikus, 1,2% egyéb keresztény, 1% egyéb katolikus, 7,1% felekezeten kívüli (33,6% nem válaszolt).

## Nevezetességei
- A község központjában, gyönyörű platános park mellett áll a művelődési ház, falán Budapest két világháború közötti főpolgármesterének, a község szülöttjének emléktáblájával.
- A főút mentén díszpark és hármashalom előterében a fából faragott világháborús emlékmű.
- A vasútállomással átellenben található a Csömödéri Állami Erdei Vasút végállomása.
- A település határában víztározó helyezkedik el.
- A település híres szülötte Kővágó József (született: Küronya), 1945-47 között, majd a forradalom napjaiban Budapest polgármestere, a Független Kisgazdapárt nemzetgyűlési képviselője. 1950-56 között koholt vádak alapján börtönbüntetését töltötte, a forradalom után a magyar emigráció egyik központi szereplője, az ENSz előtt a magyar ügy képviselője.